# Émilie Gamelin

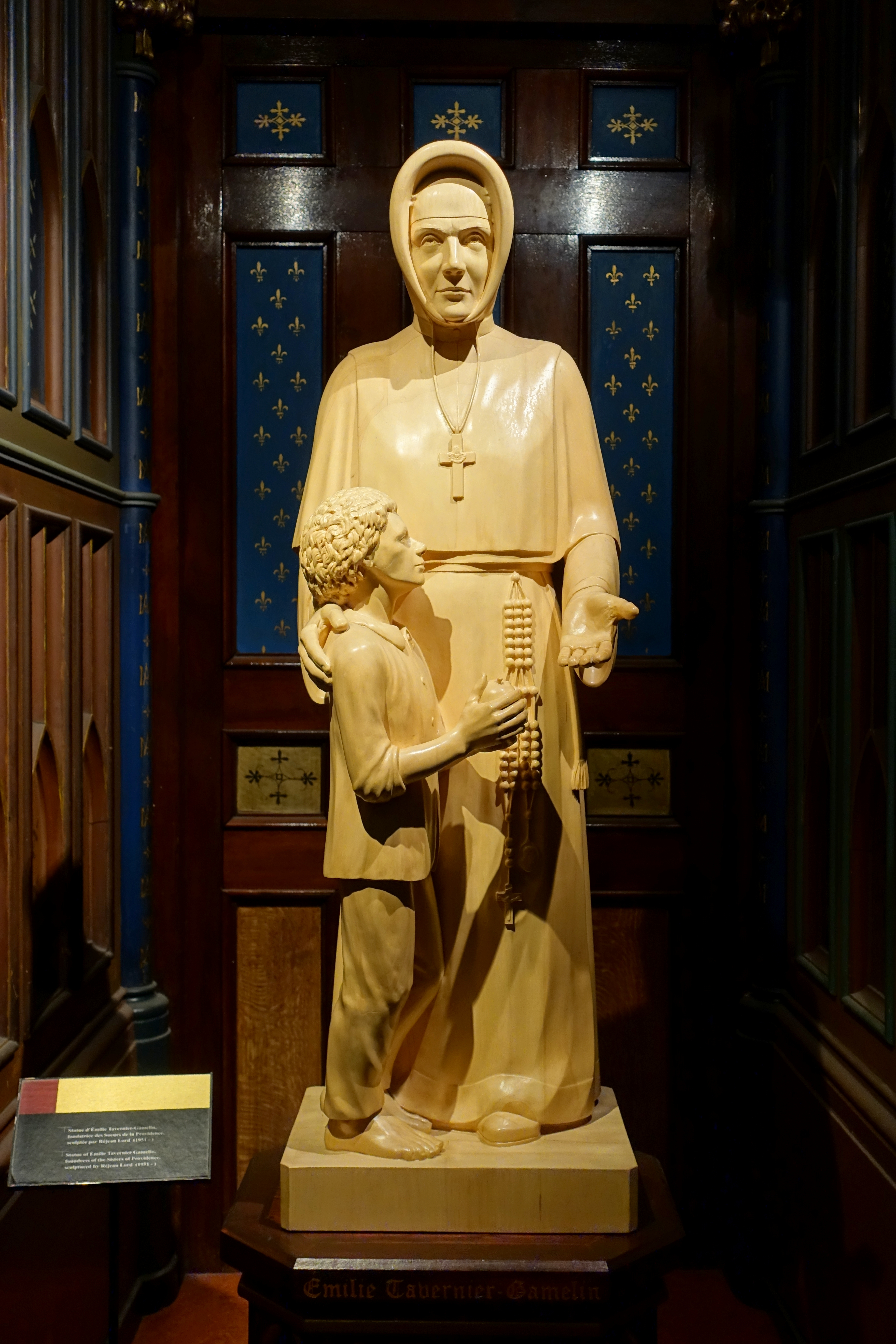
Její soška v bazilice Notre-Dame v Montréalu

Émilie Tavernier Gamelin, S.P. (19. února 1800, Montréal – 23. září 1851, tamtéž) byla kanadská sociální pracovnice a římskokatolická řeholnice, zakladatelka a členka kongregace Sester Prozřetelnosti. Katolická církev ji uctívá jako blahoslavenou.

## Život

### Raný život a manželství
Narodila se dne 19. února 1800 v Montréalu jako nejmladší z patnácti dětí Antoina Taverniera a Marie-Josephe Maurice. Devět z jejích sourozenců zemřelo před dosažením dospělosti. Její matka zemřela roku 1804, když jí byly 4 roky, a její otec zemřel v roce 1814, když jí bylo 14 let. Po smrti otce byla vychovávána svoji tetou Marií-Annou Tavernier a jejím manželem Josephem Perraultem, kdy poté žila s nimi a jejich čtyřmi dětmi.
V letech 1814–1815 studovala na škole, provozované řeholními sestrami z kongregace Sester Notre Dame z Montréalu. Roku 1818 se přestěhovala do domu svého bratra Françoise, aby se o něj starala, jelikož jeho manželka v té době zemřela. Když se v roce 1819 vrátila domů k strýci a tetě, její teta, nyní stará a nemohoucí, ji svěřila do péče své dcery Agathe, která se stala její třetí matkou.
Ve věku 19 let, když se starala o svou tetu, strávila čas jako debutantka v módní společnosti Montreal a byla často viděna na společenských akcích města. Mezi lety 1820–1822 žila u své sestřenice Julie Perrault v Québecku. Roku 1822 zemřela její teta Marie-Anne, což vedlo k tomu, že se spolu se svoji další sestřenicí Agathe Perrault přestěhovala zpět do Montréalu. V té době pocítila touhu stát se řeholnicí.
Navzdory svému zájmu o zasvěcený život se dne 4. června 1823 provdala za Jeana-Baptistu Gamelina, padesátiletého muže z Montréalu, který se živil obchodem s jablky. Manželství trvalo čtyři roky, než dne 1. října 1827 její manžel zemřel. S manželem měla tři děti, kdy dvě zemřely krátce po narození a třetí zemřelo do roka po úmrtí jejího manžela.

### Charitativní činnost
Po ovdovění se zapojila do charitativních aktivit, aby zmírnila svůj smutek. V roce 1827 ji vedl její duchovní vůdce Jean-Baptiste Bréguier dit Saint-Pierre, který ji přivedl k dvěma charitativním skupinám, organizovaným Společností kněží svatého Sulpicia. První byla zaměřená pomoc nezaměstnaným a druhá na zmírnění chudoby a bídy prostřednictvím domácích návštěv a rozdělování almužen. V roce 1828 se také připojila ke Konfraternitě Svaté rodiny, skupině, věnované duchovnímu růstu jejích členů a šíření katolické víry. Do těchto aktivit vkládala mnoho svých finančních úspor.
Velmi ji zasáhly návštěvy domů, v nichž žily svobodné a izolované postarší ženy, pročež roku 1829 vzala čtyři z těchto křehkých a nemocných starších žen do svého domova na Rue Saint-Antoine. V roce 1830 usoudila, že k péči o ně jsou zapotřebí větší prostory, a 4. března 1830 otevřela útulek pro křehké nemocné starší ženy v Montréalu. Stavbu pro útulek poskytl abbé Claude Fay, farář při kostele Notre-Dame v Montréalu. V roce 1831 se útulek přestěhoval do větší budovy, kterou si pronajala. Jí zřizovaný útulek se však nadále rozšiřoval a roku 1836 opět vyžadoval větší prostory. Dne 14. března 1836 jí daroval bohatý filantrop Antoine-Olivier Berthelet prostorný dům, do kterého se s útulkem krátce nato přestěhovala. V té době měla již mnoho spolupracovnic.
V březnu roku 1838 vážně onemocněla, když se nakazila břišním tyfem, ale zanedlouho se uzdravila. Během období povstání v Dolní Kanadě (1837–1839), byla zastánkyní strany Parti canadien. Získala povolení navštěvovat uvězněné rebely, odsouzené k trestu smrti, aby jim poskytovala duchovní útěchu a snažila se jim zprostředkovat kontakt s rodinou.

### Sestry Prozřetelnosti
V květnu roku 1841 nový montréalský biskup Ignace Bourget navštívil Francii, kde dojednal poslání některých řeholnic z kongregace Milosrdných sester svatého Vincence de Paul do Montréalu, kde by pracovaly v jejím útulku a pečovatelském centru pro nemocné ženy. Biskup ji po návratu z Francie o všem dne 16. října 1841 informoval. Spolu se svými spolupracovnicemi poté vytvořila novou korporaci Azyl Prozřetelnosti, ve které odhlasovala koupi nového pozemku pro samostatné pečovatelské zařízení. Následujícího 6. listopadu její společnost koupila pozemek a 20. prosince 1841 bylo započato se stavbou. Dne 16. února 1842 dala poslední část svého majetku do korporace.
Dne 8. listopadu 1842 se však dozvěděla, že Milosrdné sestry svatého Vincence de Paul se rozhodly v Montréalu nezačít působit. Rozhodla se proto založit novou ženskou řeholní kongregaci podobného charakteru, která by jejich úlohu převzala a začala shánět první možné členky. Do 25. března 1843 projevilo zájem sedm žen a byly zařazeny do noviciátu pod vedením duchovního vůdce Jeana-Charlese Princeho, biskupa koadjutora z montréalské diecéze. Zpočátku neplánovala do připravované kongregace vstoupit, ale po odstoupení jedné z čekatelek se sama zapsala do noviciátu. Před vstupem do noviciátu odcestovala do Emmitsburgu ve státě Maryland ve Spojených státech amerických, aby zde studovala u Společnosti Dcer křesťanské lásky a inspirovala se jejich prací. Dne 29. března 1844 kongregaci Sester Prozřetelnosti formálně založila a téhož dne montréalský biskup Ignace Bourget její kongregaci uznal na diecézní úrovni a spolu s šesti novickami se stala jednou z jejích prvních řeholnic, které před ním složily řeholní sliby. Již předtím, dne 8. října 1843, přijala jako novicka řeholní hábit jí zakládané kongregace. Dne 30. března 1844 byla zvolena první generální představenou jí založené kongregace.
Jí založená kongregace se rozrůstala o nové členky a postupně převzala vedení jí zřízeného pečovatelského domu. Roku 1844 založila Hospic sv. Josefa, který pečoval o staré a nemocné kněze. O jeho provoz se rovněž staraly Sestry Prozřetelnosti, stejně jako o úřad práce na pomoc uchazečům o zaměstnání, který se svými spolupracovnicemi zřídila roku 1845. Další institucí, kterou jí založená kongregace Sester Prozřetelnosti zřídila byla škola v Montréalu a roku 1846 útulek pro nemocné v Québecku, kde také zřídila řeholní dům kongregace. Při epidemii tyfu v Montréalu roku 1847 a následné epidemii cholery pomáhala se svoji kongregací při léčbě nemocných, pročež založila několik nemocnic.

### Smrt a pohřeb
Zemřela dne 23. září 1851 v Montréalu na choleru. Pohřbena byla následujícího dne. Její ostatky jsou uchovávány v mateřském domě jí založené kongregace v Montréalu.

## Úcta
Její beatifikační proces započal dne 5. prosince 1980, čímž obdržela titul služebnice Boží. Dne 23. prosince 1993 ji papež sv. Jan Pavel II. podepsáním dekretu o jejích hrdinských ctnostech prohlásil za ctihodnou. Dne 18. prosince 2000 byl uznán zázrak na její přímluvu, potřebný pro její blahořečení.
Blahořečena pak byla dne 7. října 2001 na Svatopetrském náměstí papežem sv. Janem Pavlem II.
Její památka je připomínána 23. září, v Kanadě pak 24. září. Bývá zobrazována v řeholním oděvu.